# Gerhard Kosel

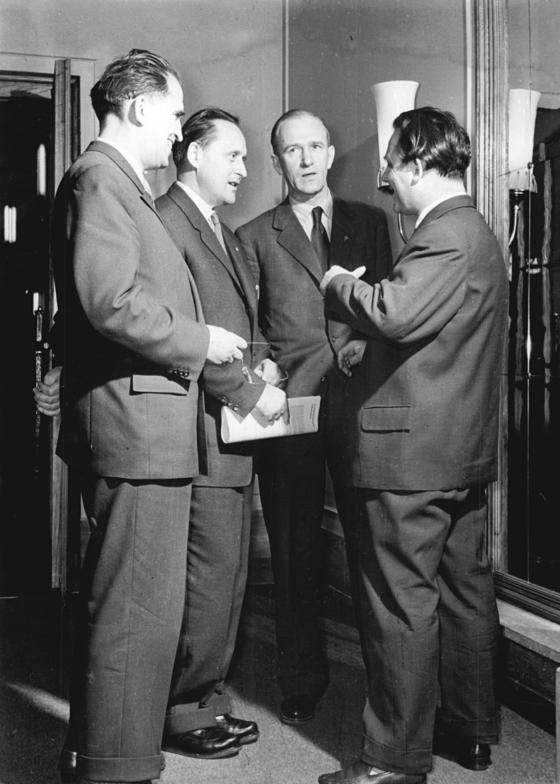
Kosel (Zweiter von links) 1957 während des Kongresses Deutscher Architekten in Leipzig

Gerhard-Heinz Kosel (* 18. Februar 1909 in Schreiberhau (Riesengebirge); † 21. September 2003 in Berlin) war ein deutscher Architekt, Präsident der Bauakademie der DDR und stellvertretender Minister für Bauwesen.

## Leben
Kosel, der im niederschlesischen Schreiberhau, heute das polnische Szklarska Poręba, als Sohn eines Klempnermeisters geboren wurde und dort aufwuchs, machte zunächst eine Lehre als Klempner und Maurer, bevor er in den Jahren 1927 bis 1931 ein Architekturstudium an der TH München und TH Berlin absolvierte. In Berlin zählten Bruno Taut und Hans Poelzig zu seinen Lehrern. Während des Studiums arbeitete er zeitweise als Techniker in Sevilla und Bauführer in Herrsching am Ammersee. 1930 wurde er Mitglied, später Leiter des 2. Roten Studentenclubs an der TH Berlin und 1931 trat er der KPD bei.
Ab 1932 arbeitete er als Architekt für die Bauverwaltung des Volkskommissariats für die Schwerindustrie in der Sowjetunion. Dort war er insbesondere auf der Großbaustelle der sozialistischen Stadt Nowokusnezk beschäftigt. 1936 siedelte er nach Moskau über, wo er u. a. am Entwurf von Typenwohnungen arbeitete. 1938 aberkannte ihm Deutschland die deutsche Staatsangehörigkeit, ab 1941 wurde er in der Sonderfahndungsliste der Gestapo geführt.
Während des Zweiten Weltkrieges arbeitete Kosel für die Verteidigungsindustrie und war Hauptingenieur eines Baubetriebs in Tomsk, wo er auch an einer Ingenieurschule lehrte. Kosel entwarf das 1948 fertiggestellte Opernhaus in der mongolischen Hauptstadt Ulaanbaatar. Nach dem Krieg wurde er als Mitarbeiter von Projektierungseinrichtungen des NKWD bzw. MGB auf der Insel Gorodomlia in der Nähe von Ostaschkow eingesetzt und entwarf unter anderem Bauten für Kernforschungszentren und Zentren zur Entwicklung von Raketentechnik. In Grodomlia kam er auch mit deutschen Entwicklern des deutschen Waffensystems A4/V2 und deren Angehörigen zusammen, die nun in der Sowjetunion arbeiteten.
Im September 1954 übersiedelte er in die DDR und wurde Abteilungsleiter im Ministerium für Aufbau. 1955 stieg er zum Staatssekretär und Ersten Stellvertreter des Ministers auf und war für die Forrcierung der Typenprojektierung und der Industrialisierung des Bauwesens in der DDR verantwortlich. Im selben Jahr wurde er als Mitglied in die  Deutschen Bauakademie (DBA) berufen. Ab 1958 war er Mitglied des ZK der SED. 1961 wurde er als Nachfolger von Kurt Liebknecht Präsident der DBA. 1963 berief man ihn als Mitglied in den Vorstand des Forschungsrates. Weiterhin leitete er im Auftrag des Politbüros der SED die Projektierung des Berliner Fernsehturms.
1965 endete seine Tätigkeit als Präsident der DBA, nachdem es zu einem Konflikt mit der SED-Führung gekommen, war. Gleichzeitig entzog man Kosel die Gesamtverantwortung für den Bau des Berliner Fernsehturms. Infolge endeten auch seine Mitgliedschaften im ZK der SED und im Forschungsrat. Bis 1972 war er erneut  stellvertretender Minister für Bauwesen. Im Rentenalter war er als „Berater des Ministers für Bauwesen“ tätig, 1977 bis 1984 als Vertreter der DDR in der UNO-Kommission für menschliche Siedlungen. Im Juni 1989 begleitete er Erich Honecker während eines UdSSR-Besuches und weilte mit ihm auch an seinem alten Wirkungsort Magnitogorsk.
Nach dem Fall der Mauer trat Kosel in einen Rechtsstreit mit Hermann Henselmann und der Architektengruppe des VEB Industrieprojektierung Berlin, in dem er das alleinige Urheberrecht am Entwurf des Berliner Fernsehturms beanspruchte.
Kosel war mit der Sowjetbürgerin russischer Nationalität Marianna Dowgalewskaja (1912 – 2007) verheiratet. Beide wurden auf dem Zentralfriedhof Berlin-Friedrichsfelde in der Gräberanlage für Opfer des Faschismus und Verfolgte des Naziregimes beigesetzt.

## Auszeichnungen
- Medaille für Kämpfer gegen den Faschismus 1933 bis 1945
- 1959: Vaterländischer Verdienstorden in Silber
- 1963: Nationalpreis der DDR
- 1974: Vaterländischer Verdienstorden in Gold
- 1979: Karl-Marx-Orden
- 1984: Orden Stern der Völkerfreundschaft in Gold
- 1989: Ehrenspange zum Vaterländischen Verdienstorden in Gold

## Publikationen (Auswahl)
Autor
- Fernsehturm Berlin: zur Geschichte seines Aufbaus und seiner Erbauer, Nova Verlag, 2003, ISBN 978-3-936735-34-5.
- (Hrsg.) Deutsche Bauakademie: Probleme der komplexen Fließfertigung im Industriebau, Verlag für Bauwesen, Berlin 1963.

Beteiligung
- (Hrsg.) Ministerium für Bauwesen, Deutsche Bauakademie: Technisch begründete Materialverbrauchsnormen, Berlin 1960.
- (Hrsg.) Ministerium für Bauwesen, Deutsche Bauakademie: Wohnungsbau: Typen-Baukarteiblätter,  Verlag für Bauwesen, Berlin 1960.